# Mpv (媒體播放器)
Mpv是基于MPlayer、mplayer2和FFmpeg的免费开源媒体播放器软件。它可以运行在多个操作系统上，包括类Unix（Linux、BSD-based、MacOS）和Microsoft Windows以及Android（mpv-android）。它是還可以兼容的不同的指令集架構，包括ARM架構、PowerPC、X86/IA-32、X86-64和MIPS架構。    